# Brandon Muñoz
Brandon Ignacio Muñoz Nova (Talcahuano, Chile, 9 de agosto de 1993) es un futbolista chileno. Juega de volante y su equipo actual es Independiente de Cauquenes de la Segunda División Profesional de Chile.

## Clubes
| Club                       | País  | Año       |
| -------------------------- | ----- | --------- |
| Deportes Concepción        | Chile | 2011      |
| Arturo Fernández Vial      | Chile | 2012      |
| Deportes Concepción        | Chile | 2013-2015 |
| Naval                      | Chile | 2015-2016 |
| San Antonio Unido          | Chile | 2016-2017 |
| Independiente de Cauquenes | Chile | 2017-Act. |

- Datos: Q5733254